# Читтенден, Элис Браун
Элис Браун Читтенден (англ. Alice Brown Chittenden; 1859—1944) — американская художница и педагог.
Важной частью её художественной деятельности были ботанические картины с изображением полевых цветов Калифорнии, за что она прославилась и была удостоена золотых и серебряных медалей на выставках.

## Биография
Родилась 14 октября 1859 года в городе Брокпорте, штат Нью-Йорк, в семье Джозефа Глэддинга Читтендена и Энн Мириам Грин Читтенден. Родители переехали из Нью-Йорка в Сан-Франциско в 1858 году. У Элис была сестра Кэрри, на два года моложе.
Отец работал на деревообрабатывающем заводе в Сан-Франциско. Элис училась в школе Denman Grammar School и получила серебряную медаль за то, что была лучшей в своем классе, когда окончила школу в 1876 году. Затем она училась с 1880 по 1882 год у Вирджила Уильямса в школе School of Design (позже была известна как California School of Fine Arts, в настоящее время это Институт искусств Сан-Франциско). Была удостоена медалей за некоторые свои работы.
В 1886 году Элис Читтенден вышла замуж за Чарльза Паршалла Овертона (Charles Parshall Overton). Но вскоре оставила мужа и в 1887 году вернулась в дом своих родителей, за несколько месяцев до того, как у неё родилась дочь Мириам (Miriam Overton Cronier). Овертон стал вице-президентом Union Fish Company в Сан-Франциско. В 1900 году супруги развелись, и Элис с дочерью и матерью жили в Сан-Франциско. Позже к ним присоединилась сестра Кэрри со своей семьёй. Элис замуж больше не выходила.

### Деятельность
Карьеру художника начала в Сан-Франциско. Создала множество картин с изображением цветов, особенно роз, хризантем и пионов. Значимая работа её жизни — это серия из более чем 256 ботанических картин 350 разновидностей калифорнийских полевых цветов, выполненных в течение пятидесяти лет. Эти работы были написаны маслом на бумаге. Элис помогала её подруга — Элис Иствуд, которая был куратором ботаники в Калифорнийской академии наук в Сан-Франциско. Работы Элис Читтенден были настолько точными, что стали вкладом не только в искусство, но и в область науки.
Также художница создала много портретов, часто выполненных пастелью, а также много пейзажей.

Некоторые работы
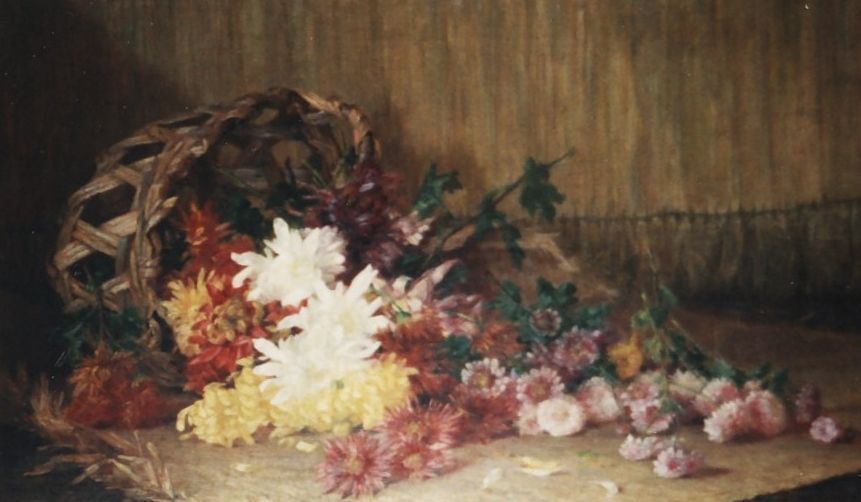
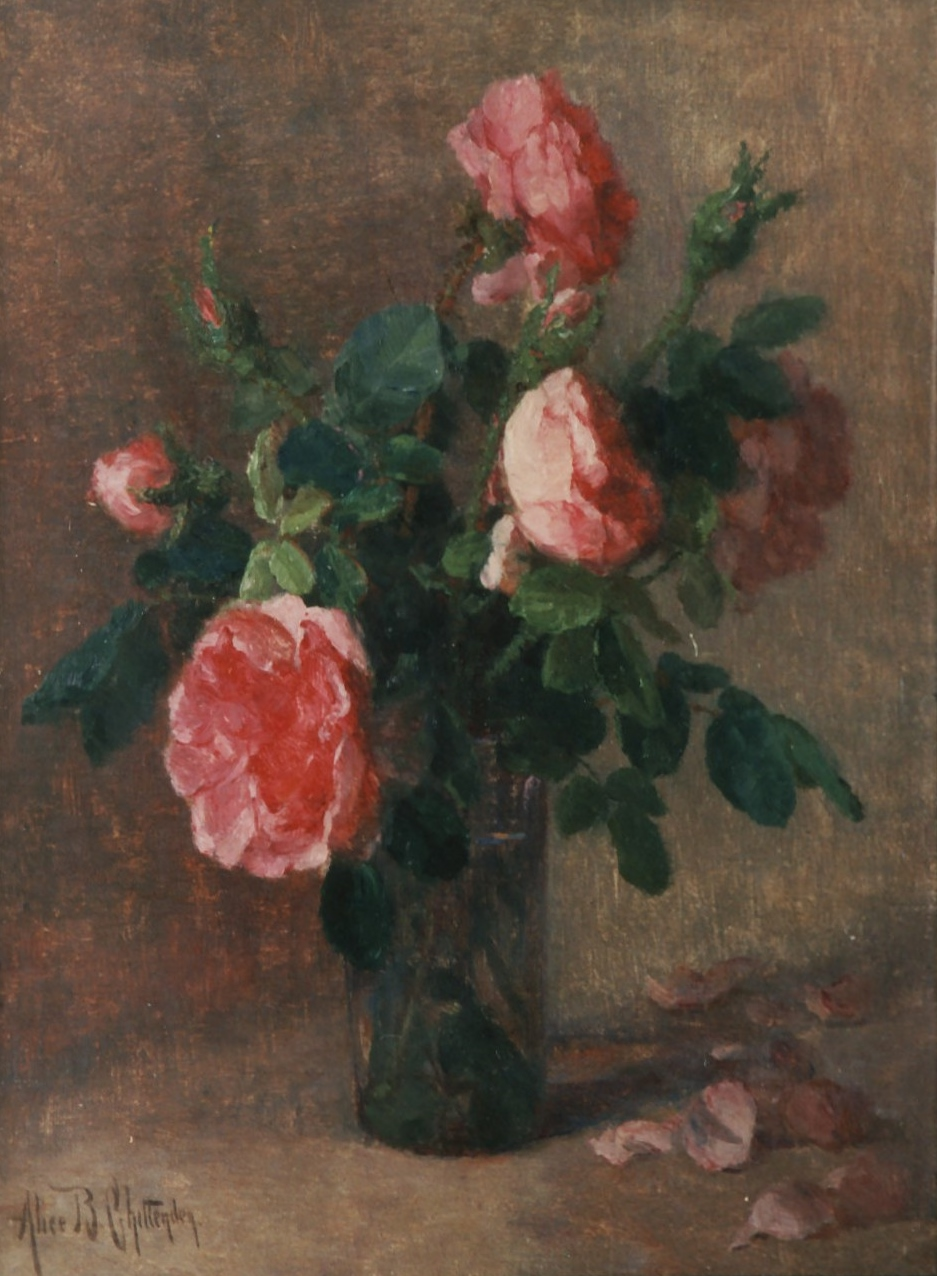
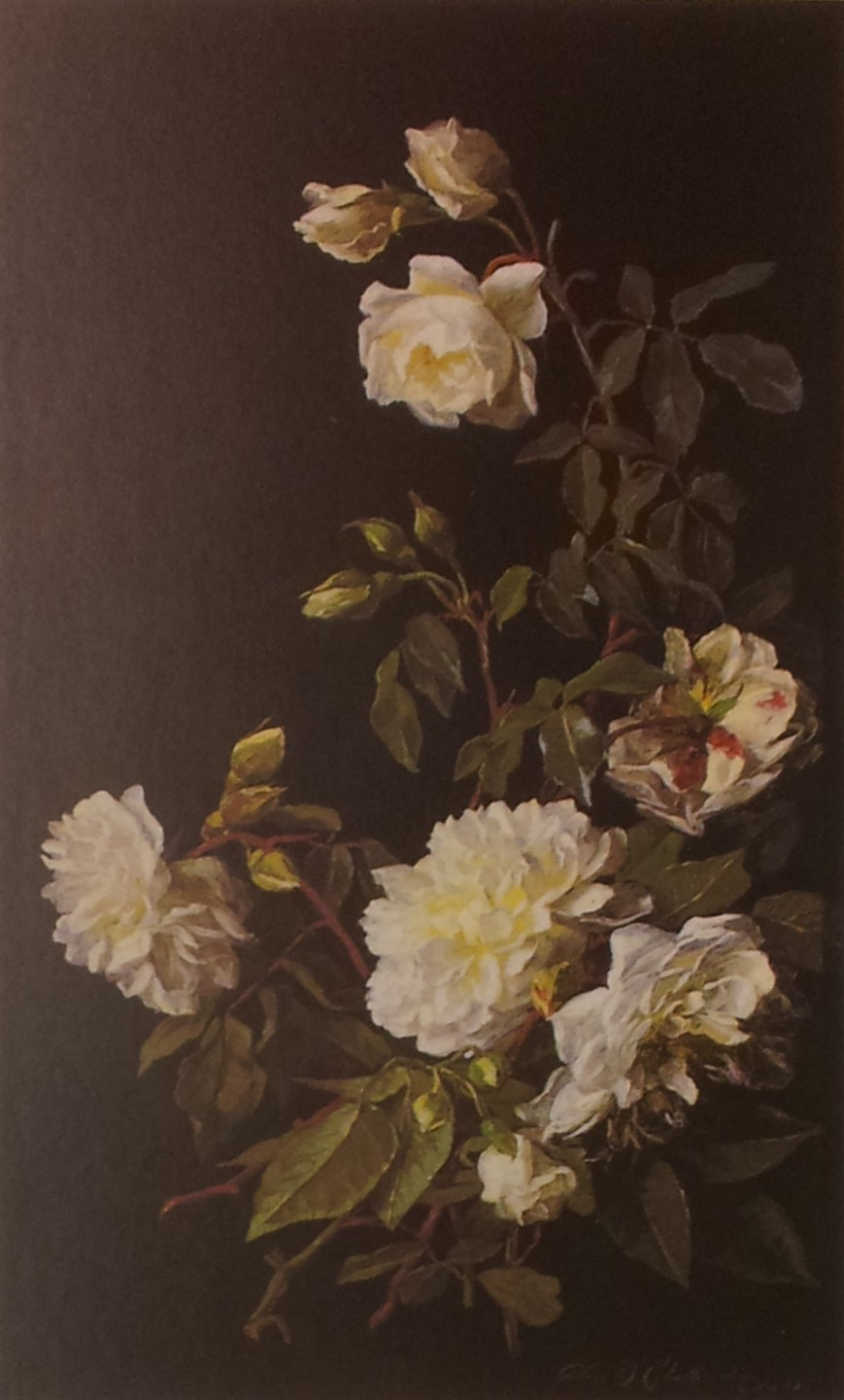
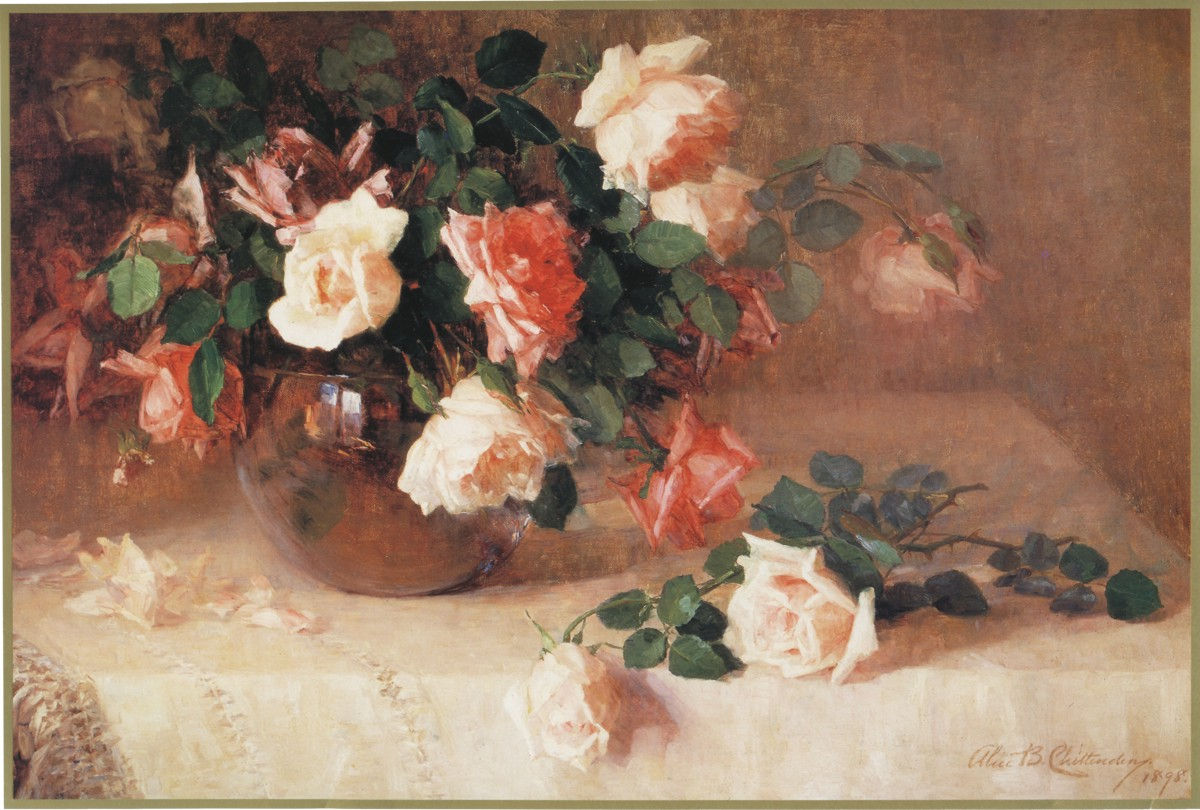

Читтенден преподавала живопись, начиная с 1897 года, в школе Hopkins Art School при Калифорнийском университете (ныне Институт искусств Сан-Франциско), а в 1902 году читала лекции в Бруклинском институте по теме «Дикие цветы Калифорнии». В 1907—1918 годах являлась доцентом рисования в школе California School of Design (ныне Институт искусств Сан-Франциско).
Элис Читтенден участвовала во многих выставках, включая Национальную академию дизайна в Нью-Йорке и Парижский салон во Франции. Стала первой женщиной — членом жюри выставок ассоциации San Francisco Art Association.
Умерла 13 октября 1944 года в Сан-Франциско. Была похоронена на знаменитом кладбище Cypress Lawn Memorial Park в городе Колма, штат Калифорния.